# Cultuur in Azerbeidzjan

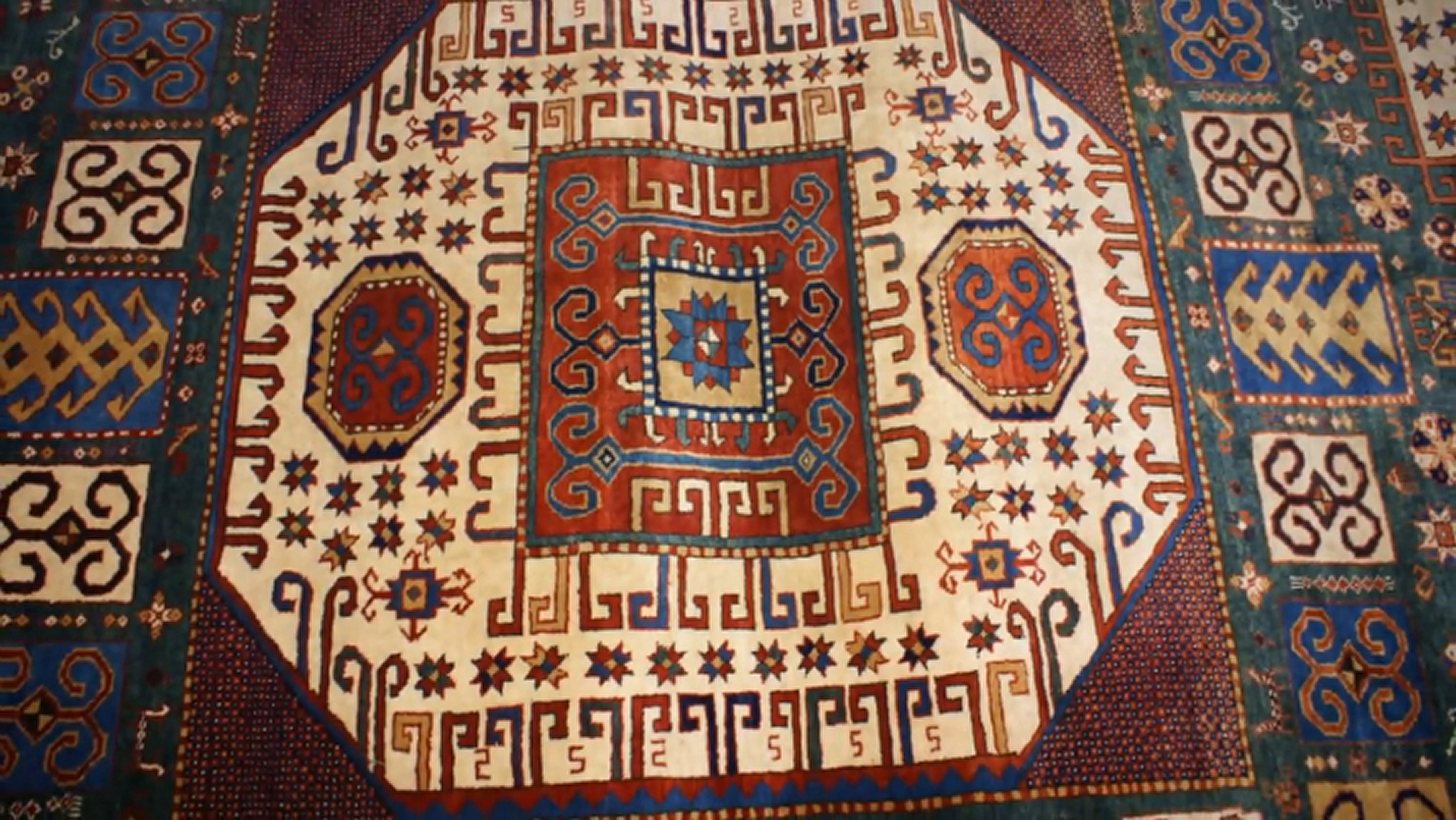
Een Azerbeidzjaanse tapijt van de Shirvan subgroep. Het Azerbeidzjaanse tapijt is een UNESCO-meesterwerk van Immaterieel Erfgoed van de Mensheid.

Onder cultuur in Azerbeidzjan vallen allerlei cultuuruitingen op het gebied van muziek en volkdansen, literatuur, architectuur, cinematografie, toneel, kunst, kookkunst en mythologie. Daarnaast worden onder Azerbeidzjaanse cultuur ook allerlei tradities, feestdagen etc. gerekend.
De Azerbeidzjaanse cultuur, naast de traditionele cultuur, is in de loop van haar ontwikkeling ook beïnvloed door andere culturen. Dat zijn de invloeden zowel van de Islamitische als van de Europese culturen. De ligging van Azerbeidzjan heeft hierbij een belangrijk rol gespeeld. Het land lag tussen drie grote rijkdommen de Ottomaanse, Perzische en Russische Rijkdommen hebben allemaal iets achtergelaten in Azerbeidzjan.
De Azerbeidzjaanse gemeenschap van Nederland telt tientallen diverse kunstenaars. Dat zijn schilders, regisseurs, dichters, beeldhouwers, architectoren en anderen.

## Architectuur

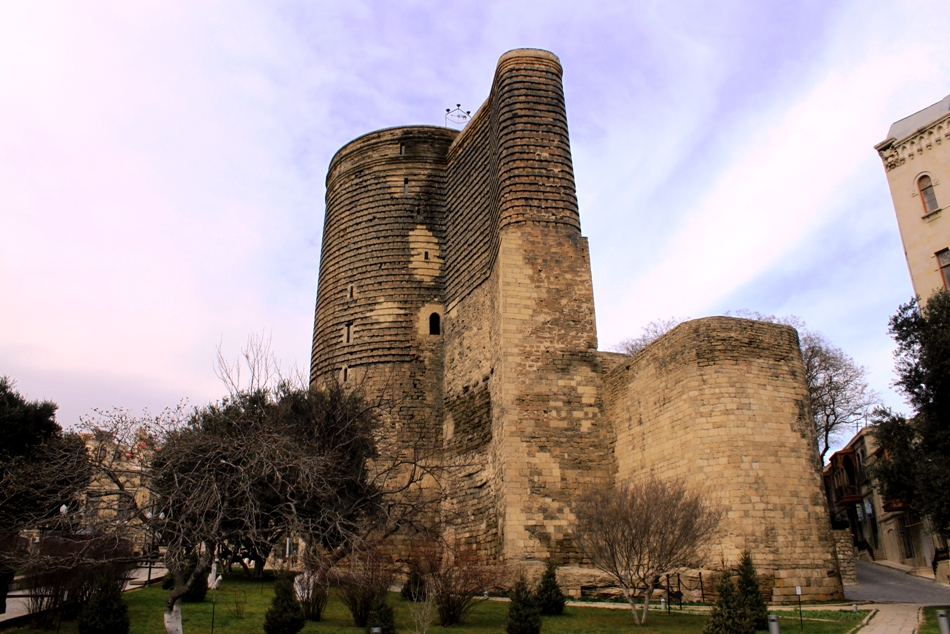
De Maagdentoren, uit de 12e eeuw, en het Shirvanshahpaleis, uit de 15e eeuw, bevinden zich in de Oude Stad van Bakoe, wat uitgeroepen is als een Werelderfgoed door UNESCO.

Azerbeidzjaanse architectuur combineert de elementen vanuit Oost en West. Veel oude architecturale schatten zijn nog in Azerbeidzjan te vinden, zoals de Maagdentoren en het Paleis van de Shirvanshah in Bakoe. Deze en meerdere andere architecturale monumenten staan op de Werelderfgoedlijst van UNESCO. Andere voorbeelden daarvan zijn Vuurtempel van Bakoe, Mausoleum van Momine Khatun, Nationaal Park Gobustan, het Paleis van Sjeki Khans, Nationaal Park Shusha, Nationaal Park Ordubad National etc. Andere architecturale schatten zijn de vierhoekige kastelen van Mardakan, een aantal bruggen over de rivier Aras en verschillende landelijk verspreide mausoleums.
In de 20e eeuw werd er vrij weinig monumentale architectuur gebouwd, maar wel veel luxe woningen en publieke voorzieningen zoals theaters, treinstations etc.
In de 21e eeuw worden nieuwe hoge torenflats, hotels en winkelcentra gebouwd. In 2010 is het “Nationale Vlagplein” aangelegd waar in 2010 de hoogste vlaggenstok ter wereld is neergezet, met een hoogte van 162 m.

## Muziek

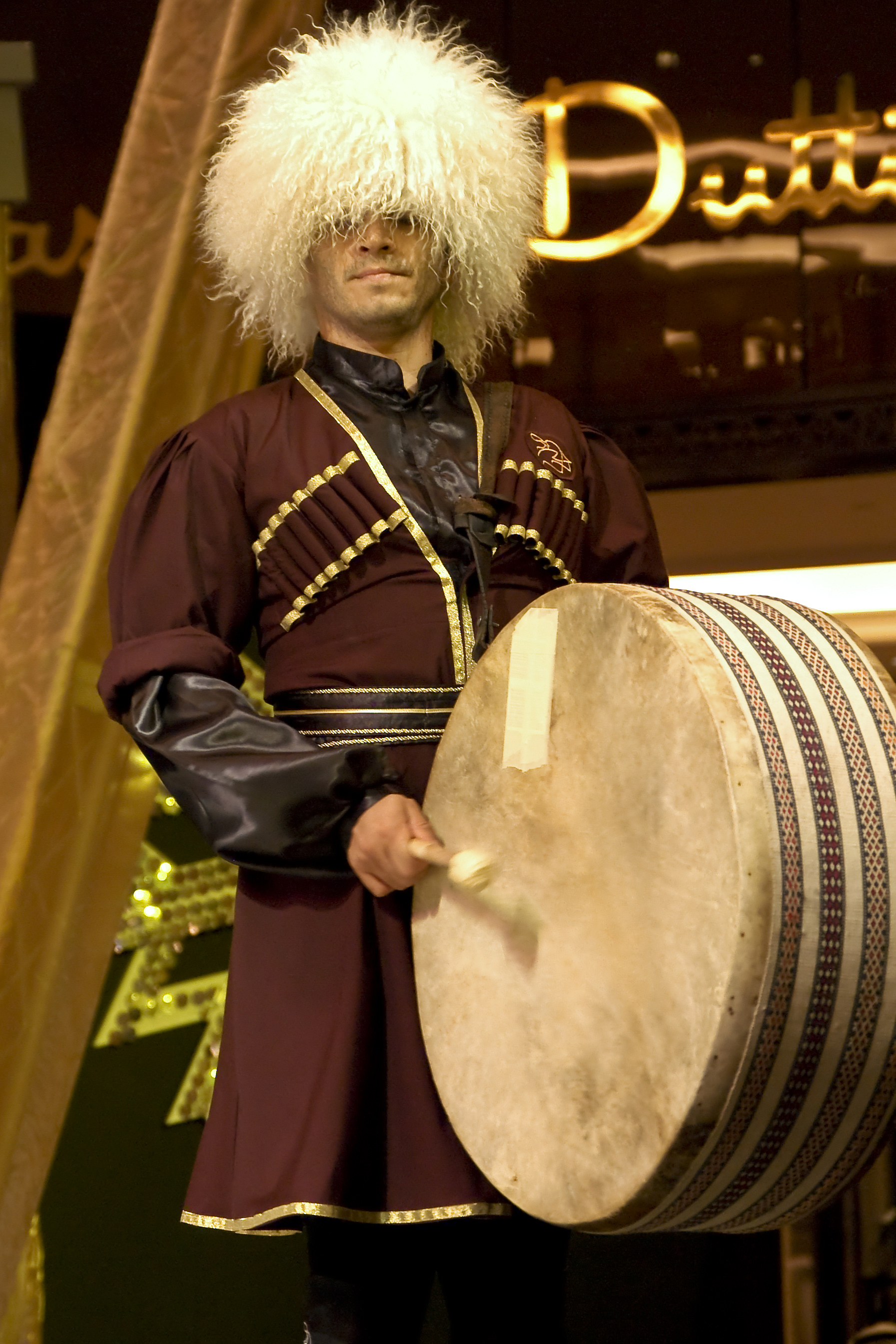
Traditionele Azerbeidzjaanse kleding en muziekinstrumenten

Muziek van Azerbeidzjan is gebaseerd op volktradities en kent een geschiedenis van ongeveer 1000 jaar. De realisatie van de muzikale cultuur is het resultaat van eeuwenlange historische proces van vorming en ontwikkeling van unieke en realistische tradities. De traditionele Azerbeidzjaanse muziekinstrumenten bestaan onder andere uit veertien snaarinstrumenten, acht percussie-instrumenten en zes blaasinstrumenten. De nationale muzikale instrumenten zijn nagara, balaban, saz, tar, kamancha en andere.

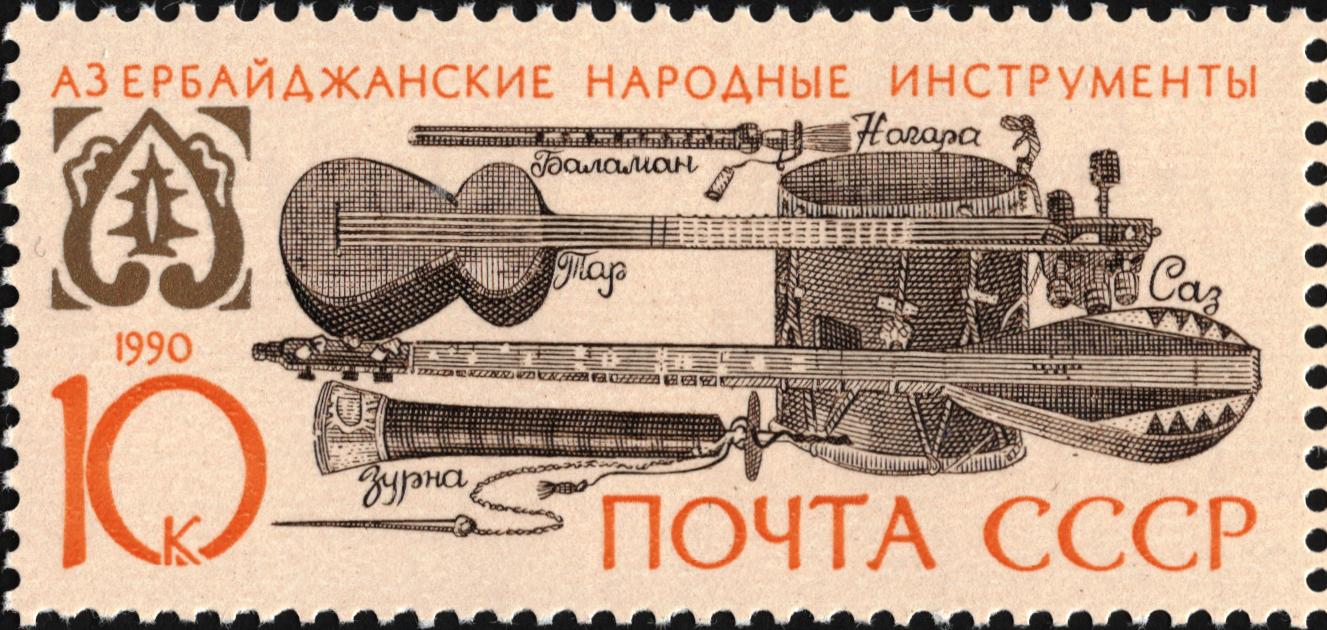
Een postzegel met verschillende nationale instrumenten.

Mugham, meykhana en ashiq zijn de meest traditionele vormen van volksmuziek. Mugham is een muziekvorm die gepaard gaat met poëzie. De zangers uiten hun emoties bij het zingen van mugham. Alim Qasimov wordt beschouwd als een van de vijf beste mughamzangers aller tijden. Hij samen met andere zangers geeft vaak concerten in Nederland en België. UNESCO heeft Azerbeidzjaanse mugham uitgeroepen tot “Masterpiece of the Oral and Intangible Heritage of Humanity”. Meykhana is een andere vorm van traditionele volksmuziek. De zangers moeten vaak improviseren (spontaan zingen) over een bepaald onderwerp. Het is te vergelijken met de MC battles van rapmuziek. Ashiq combineert poëzie, verhalen, dans, vocale en instrumentale muziek in een traditionele kunst. Zo staat ashiq als een symbool voor de Azerbeidzjaanse cultuur. Een ashiq is een mystieke troubadour die zich begeleidt met een saz instrument en tegelijk zingt over de liefde, verdriet en andere gemeenschappelijke onderwerpen. Azerbeidzjaanse ashiq kunst is door UNESCO uitgeroepen tot “Masterprice of Intangible Cultural Heritage”.
In Eurovisiesongfestival debuteerde Azerbeidzjan vanaf 2008. Het land presteerde jaarlijks naar behoren en nam altijd plaats bij tot tien. In 2011 heeft Azerbeidzjan het festival gewonnen en Eurovision 2012 vindt plaats in het Land van Vuur.
In Nederland wonen meerdere Azerbeidzjaanse zangers, muzikanten en componisten. Jaarlijks worden hun concerten georganiseerd die vooral Nederlandse publiek trekken.

## Volksdans en toneel

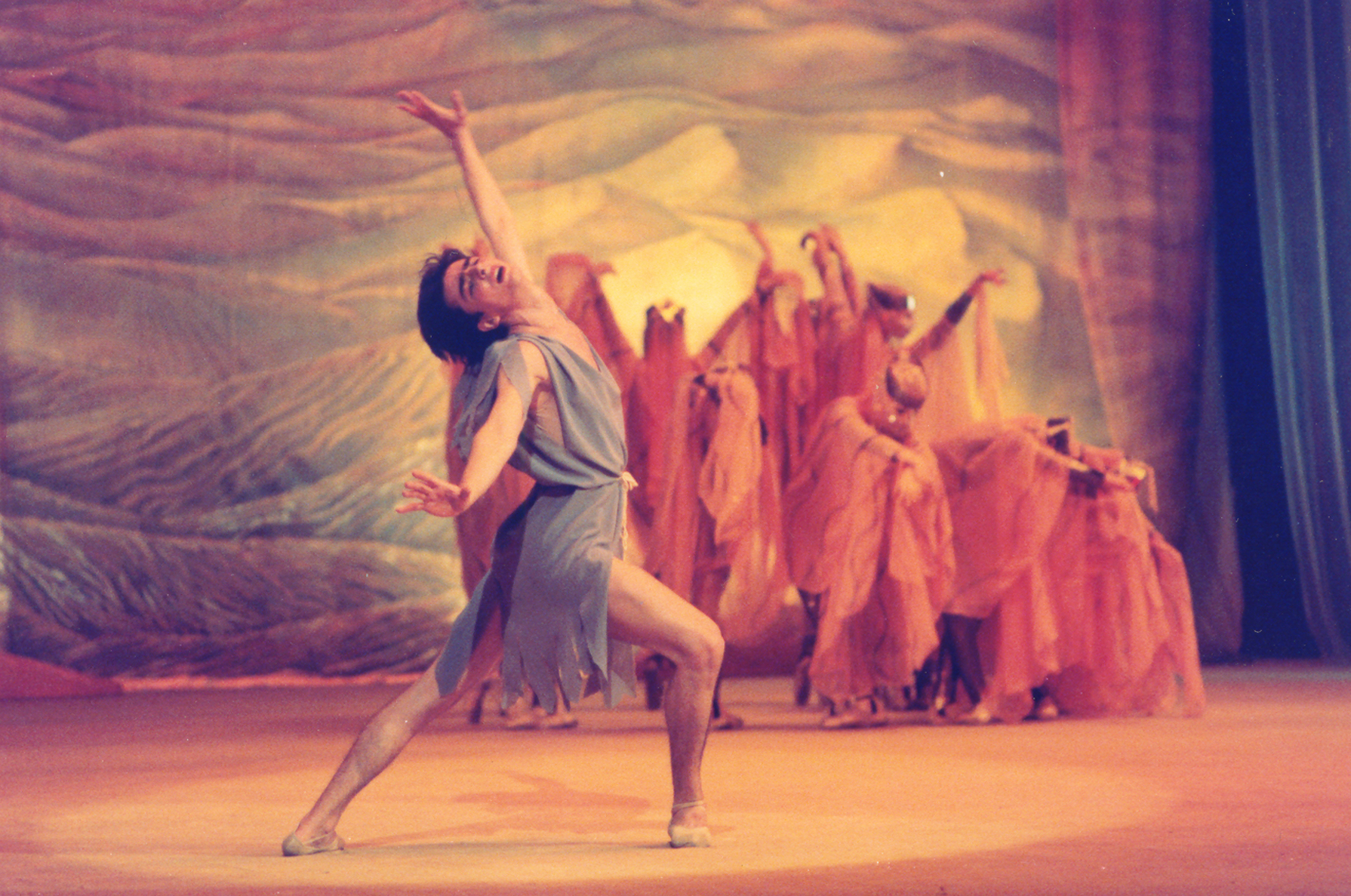
De opera van Leyli en Mejnun.

Er zijn tientallen verschillende Azerbeidzjaanse volksdansen bekend. Die worden voornamelijk op officiële feestdagen uitgevoerd, de bekendste is noroez. De dansers dragen traditionele kleding, zoals de chokha. De meeste vormen van traditionele Azerbeidzjaans volksdansen hebben een zeer snel ritme. Een traditionele dans draagt vaak de kenmerken uit van het Azerbeidzjaanse volk.
“Leyli en Medzjnun” is de eerste Azerbeidzjaanse opera (jaar 1908) van Uzeyir Hajibeyov gebaseerd op de tragedie van Fizuli. Dit is tegelijk de eerste opera in de islamitische wereld.

## Cinematografie

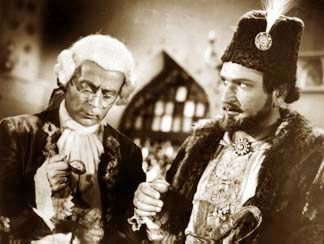
Een fragment van de film "Fatali khan" uit 1942.

De filmindustrie van Azerbeidzjan dateert uit 1898. Zo was Azerbeidzjan een van de eerste landen die in de cinematografie betrokken waren. In 1919 werd een documentaire gefilmd en in diverse theaters getoond om de jubileum van Azerbeidzjaanse Democratische Republiek te vieren. Tijdens en na Sovjet overname van Azerbeidzjan, in 1920, werd de landelijke filmindustrie door de Revolutionaire Comité gesovjetiseerd. Kort hierna werd ook Azerbeidzjaanse animatie opgericht. In de Sovjetperiode heeft de filmindustrie tientallen succesvolle films geproduceerd die nog altijd populair zijn.
In 1991, na de onafhankelijkheid van het land, werd voor het eerst “Bakoe International Film Festival” gehouden. Tegenwoordig blijft de cinematografie in Azerbeidzjan verder te ontwikkelen. Er zijn tientallen tv en radiozenders die zowel in Azerbeidzjan als in het buitenland ontvangen kunnen worden.

## Tradities
Tradities zijn nog altijd populair in Azerbaijan en blijven van generatie tot generatie overgaan. De meeste tradities hebben met de feestdagen, geloof, trouwerijen of begrafenissen te maken. Daarnaast zijn er tradities die aan het dagelijkse leven verbonden zijn, zoals respect voor de ouderen, voor het eten en de brood in het bijzonder.

## Volkskunst
Het Azerbeidzjaanse volk heeft een rijke cultuur, waarvaan een deel onder volkskunst valt. Dat geldt vooral voor de ambachtskunst. De vertegenwoordigers zijn juweliers, bewerkers van metaal, hout en steen, wevers van tapijten.

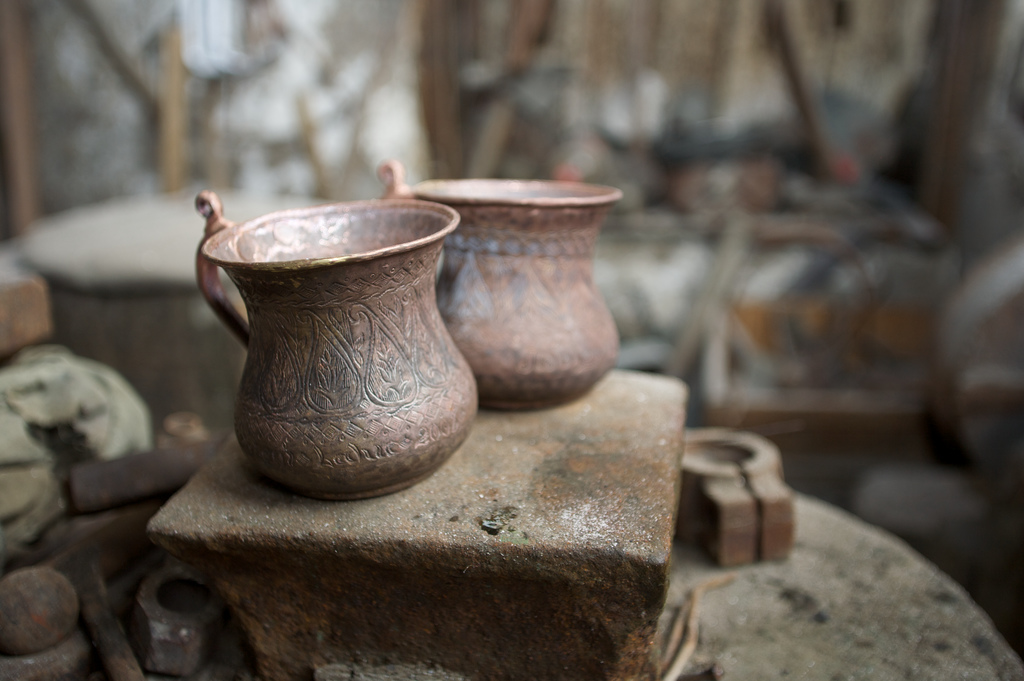
Ambachtskunst is nog altijd levend in de stad Lahıc. Hier handgemaakte bronze potten.

De Azerbeidzjaanse tapijt is een traditionele handgemaakte textiel van diverse afmetingen. Het land heeft groot aantal verschillende vormen van tapijten. Elke regio in Azerbeidzjan onderscheidt zich met eigen kenmerkende textuur en patronen. Omdat Azerbeidzjan sinds de oudheid een centrum voor grote verscheidenheid aan ambachten geweest is dateren sommige tapijten vanuit tweede eeuw voor Christus. De Azerbeidzjaanse tapijten kunnen in vier groepen verdeeld worden gelijk met de vier geografische zones van het land: Guba- Shirvan, Gandzja – Qazach, Karabach en Tebriz. UNESCO heeft het Azerbeidzjaanse tapijt tot meesterwerk van Immaterieel Erfgoed van de Mensheid uitgeroepen.

## Mythologie
Azerbeidzjaanse folklore is onderdeel van cultuur van de Azerbeidzjanen die zich door de eeuwen heen heeft ontwikkeld. Het volk heeft een grote verzameling van verhalen en kunsten. De verhalen, of mythen, van Azerbeidzjan onthullen vaak de wijsheid, liefde, braafheid en heldhaftigheid van de mens. Enkele voorbeelden van de mythen zijn Koroglu, Dede Qorgud, Asli en Kerem.